# Mirabeau (compositor)
. O capixaba Mirabeau Pinheiro Filho (Alegre, 31 de julho de 1924 - Niterói, 17 de outubro de 1991) , mudou-se para Niterói aos 13 anos.

Filho de pai músico, acabou seguindo a carreira artística, sendo reconhecido como baterista autodidata e compositor brasileiro.
Mirabeau cantava em clubes de Niterói, já tendo se apresentado no extinto Cassino Icaraí e sempre afirmou ter sido por acaso que gravou pela primeira vez, não abandonando mais o ofício.
Foi trabalhando como Alfaiate, que conheceu sua esposa Sidnéia, então costureira em um Ateliê na Rua Acre próximo a Praça Mauá, no Rio de Janeiro, com quem viveu até seu falecimento. Juntos, formaram uma família, tendo um casal de filhos e 6 netos. Segundo entrevista ao jornal O Fluminense, sua família era "motivo de sua grande alegria."
Uma curiosidade é que por ocasião da Segunda Grande Guerra, foi chefe de um grupo de combate, tendo como seu fuzileiro-atirador o ex-Governador Roberto Silveira.
No início dos anos 50, conheceu a cantora Carmen Costa, rendendo mais de 30 músicas, entre elas, o samba-canção "Quase", com Jorge Gonçalves e "Jarro da Saudade" com Daniel Barbosa e Geraldo Blota. Além da parceira musical, tiveram uma filha, de nome Silesia.
Consagrado no Carnaval foi homenageado pela Mangueira, por sua composição "Fala, Mangueira" eternizada na voz de Ângela Maria , sendo regravada por Elis Regina, Gal Costa e anos mais tarde, pelo grupo Só Pra Contrariar, na faixa "Mangueira De Todas As Gerações" em 1994.
Apesar de sua ligação com a escola Unidos do Viradouro, onde esteve de 1962 a 1968, foi na escola Corações Unidos também de Niterói, que recebeu uma homenagem e uma placa com seu nome.
A música de Mirabeau rompeu fronteiras e foi gravada em países como Bélgica, França, Israel e Japão.
Uma de suas paixões era andar de avião, andar pelas ruas de Niterói e sempre ligado a família, ficar com seus netos e ter a companhia de seu sobrinho
Mirabeaux, que é maestro e reconhecido como um dos melhores arranjadores e guitarristas do país.
Mirabeau faleceu em sua residência, ao lado de sua esposa Sidnéia, flilhos e netos aos 67 anos.
Dentre seus grandes sucessos,  gravados  principalmente nos anos 1950, destacam-se a marcha "Cachaça" ("Você pensa que cachaça é água..."), em parceria com Lúcio de Castro, Héber Lobato e Marinósio Filho, gravada em 1953, por Carmen Costa e Colé, na Copacabana. Na época,  os autores da melodia foram acusados de plagiar a música "Pierrot Apaixonado", de Joubert de Carvalho. Posteriormente, entretanto, a autoria foi reivindicada por Marinósio Filho, que acabou  entrando em acordo com os Mirabeau, Castro e Lobato, ficando os direitos autorais divididos  entre os quatro.
Em 1955, foi gravada a sua marcha (parceria com Ayrton Amorim) "Tem nego bebo aí", também por  Carmen Costa, na mesma gravadora. "Jarro da saudade" (parceria com Daniel Barbosa e Geraldo Blota) foi o sucesso de meio-de-ano de 1955 ("Iaiá, cadê o jarro? O jarro em que eu plantei a flor? Eu vou te contar o caso. Eu quebrei o jarro e matei a flor"). Em 1956, foi gravado o seu samba "Obsessão" ("Você roubou meu sossego. Você roubou minha paz. Com você eu vivo a sofrer. Sem você vou sofrer muito mais"), posteriormente regravado por Clara Nunes. No mesmo ano, seu samba "Fala Mangueira", composto em parceria com Milton de Oliveira, foi lançado por Ângela Maria (posteriormente regravado por Elis Regina e Gal Costa),  e a marcha "Turma do funil" ("Chegou a turma do funil. Todo o mundo bebe mas ninguém dorme no ponto. Ah, ah, ah, ah! Mas ninguém dorme no ponto. Nós é que bebemos, e eles que ficam tontos"), parceria com Milton de Oliveira e Urgel de Castro, foi primeiramente gravada pelos Vocalistas Tropicais, sempre pela Copacabana. Posteriormente, a "Turma do funil" seria regravada por Miúcha e Tom Jobim.

## Discografia
- Presidiário ( Copacabana, 1955) • LP